# Kienesa w Poniewieżu
Kienesa w Poniewieżu – drewniana bóżnica znajdująca się w Poniewieżu na Litwie przy ulicy Sadowej.

## Historia
Na krótko przed wybuchem II wojny światowej została poszerzona i podwyższona. Tuż obok przy ulicy Ramygalos 66 mieścił się ośrodek kulturalny lokalnej społeczności karaimów. W międzywojniu w kienesie pracowało dwóch hazzanów oraz jeden szamasz – nadzorca majątku kienesy i pobliskiego cmentarza.
W 1956 została przejęta przez państwo, a w 1970 zburzona. W latach 90. lokalne władze postawiły kamień upamiętniający świątynię w językach karaimskim i litewskim. 